# اتیل لاکتات
اتیل لاکتات (به انگلیسی: Ethyl lactate) یک ترکیب شیمیایی با شناسه پاب‌کم ۷۳۴۴ است. شکل ظاهری این ترکیب، مابع زرد روشن است.
اتیل لاکتات یک عامل طعم دهنده است ، از این ماده شیمیایی در انواع نوشیدنی های الکی میتوان استفاده کرد ! اتیل لاکتات در برخی از مواد غذایی از جمله توت سیاه ، آناناس ، تمشک و سرکه وجود دارد . اتیل لاکتات به طور طبیعی در مقادیر کم در غذاهای متنوعی از جمله شراب، مرغ و میوه های مختلف به عنوان طعم دهنده یافت می شود.